# Ratułów

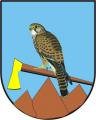
Nieoficjalny herb wsi Ratułów

Ratułów – wieś w Polsce położona w województwie małopolskim, w powiecie nowotarskim, w gminie Czarny Dunajec. Rozciąga się w dolinie potoku Bystrego, od Bachledowego Wierchu po Górkowy Wierch. 
W 2011 roku prowadziła przez miejscowość trasa wyścigu kolarskiego Tour de Pologne 2011.
| SIMC    | Nazwa      | Rodzaj     |
| ------- | ---------- | ---------- |
| 0422340 | Górki      | przysiółek |
| 1048345 | Koryciarze | przysiółek |
| 0422333 | Mulice     | przysiółek |
| 0422310 | Sołtystwo  | część wsi  |

Założona z inicjatywy Jana i Jakuba Pieniążków w 1605 roku. Swoją nazwą upamiętnia Ratułda ze Skrzydlnej, który zapisał się w historii Podhala jako jeden z dzierżawców dóbr nowotarskich.
W latach 1954-1972 wieś była siedzibą gromady Ratułów. W latach 1973–1976 miejscowość była siedzibą gminy Ratułów. W latach 1975–1998 miejscowość administracyjnie należała do województwa nowosądeckiego.
Miejscowość ta zawsze była kolebką tancerzy i śpiewaków. W Ratułowie istnieje zespół folklorystyczny Tatry. Do dziś żywe są również tradycje rękodzielnicze.

## Kaplica NMP Matki Kościoła w Ratułowie
W Ratułowie znajduje się rzeźbiona w drewnie Kaplica NMP Matki, której powstanie zainicjowano w 1982 roku podczas spotkania w domu Władysława Głodowskiego i  ks. Adama Spólnika. Działki pod budowę kaplicy ofiarowali Andrzej Bukowski i rodzina Krupów, budowę wspierał Stanisław Staszeczka a projekt architektoniczny wykonał Wacław Karpiel z Zakopanego.
W kaplicy znajduje się o ołtarz główny autorstwa Czesława Głodowskiego, rzeźby na ścianach, tabernakulum oraz ozdoby w prezbiterium autorstwa Władysława Głodowskiego, elementy kute z żelaza wykonał Wojciech Gąsienica-Walczak z Zakopanego, stacje drogi krzyżowej, płaskorzeźby św. Piotra i św. Pawła oraz rzeźby Jezusa Miłosiernego i św. Jacka autorstwa Mariana Chramca z Białki Tatarzańskiej, rzeźby Matki Bożej Ludźmierskiej i Różańcowej oraz płaskorzeźba Jana Pawła II autorstwa Andrzeja Kuźmy.
Kaplicę poświęcił 5 czerwca 2005  kardynał Franciszek Macharski.
W Ratułowie Mulice znajduje się dom z kaplicą zbudowany dla młodzieży przez ks. Józefa R. Maja . Przez wiele lat przyjeżdżali tam studenci oraz młodzież. Ks. Maj wspomniał kiedyś na jednej z mszy, która była odprawiana w kaplicy tego domu o tajnym spotkaniu opozycjonistów z Polski i Czechosłowacji, które miało tam miejsce w latach 80. Jednym z uczestników miał być późniejszy Prezydent Czech.